# El Financiero
El Financiero es un diario mexicano de circulación nacional especializado en economía, finanzas, negocios y política que se imprime en Ciudad de México, propiedad de Grupo Multimedia Lauman. Su presidente y director general es Manuel Arroyo Rodríguez y el director editorial es Enrique Quintana. También cuenta con una versión en línea.

## Historia
El Financiero comenzó a publicarse el 15 de octubre de 1981. Fue fundado por Rogelio Cárdenas Sarmiento, cuyo padre, Rogelio Cárdenas Pérez Redondo, también había trabajado en el negocio de periódicos con Últimas Noticias y Excélsior, y originalmente tenía una plantilla de 35 personas. Fue el primer diario financiero del país. Considerado uno de los dos diarios verdaderamente independientes en la Ciudad de México a fines de la década de 1980 y principios de la de 1990 (junto con La Jornada), en las elecciones generales mexicanas de 1988, descubrió un fraude en las elecciones generales y fue objeto de boicots publicitarios por parte de la administración de Carlos Salinas de Gortari; además de perder toda su publicidad de los bancos estatales, al periódico se le prohibió durante varios años tener un reportero en el grupo de prensa del avión presidencial, ya que a la administración no le gustaba que informara sobre las negociaciones de la deuda externa. En un momento, la revista de negocios francesa L'Expansion calificó a El Financiero como el quinto mejor periódico financiero del mundo. En el momento de la muerte de Cárdenas por cáncer el 25 de julio de 2003, el periódico tenía una circulación de 140 000 ejemplares durante la semana y una plantilla de 1200 personas. En ese momento, su hijo, Rogelio Cárdenas Estandía, y su viuda, María del Pilar Estandía González Luna, tomaron el control del negocio.
El 15 de noviembre de 2012, la familia Cárdenas, después de haber luchado por mejorar las finanzas de la publicación en los años posteriores a la muerte de Rogelio Cárdenas, vendió El Financiero a Grupo Multimedia Lauman, controlado por Manuel Arroyo, quien también es dueño de la empresa de producción audiovisual Comtelsat. Se informó que el precio de venta fue de US$5 millones. Al año siguiente, el periódico se asoció con Bloomberg L.P. para lanzar un nuevo canal de televisión de noticias de negocios en México y Centroamérica. Grupo Lauman luego compró Fox Sports México en 2021.

## Colaboradores

#### Columnistas
- Salvador Camarena
- Jesús Martín Mendoza Arriola
- Gabriel Casillas
- Rafael Cué
- Alfonso Govela
- Pablo Hiriart
- Leonardo Kourchenko
- Sergio Negrete Cárdenas
- Pedro Kumamoto
- Jeanette Leyva Reus
- Lourdes Mendoza
- Antonio Navalón
- Juan Ignacio Zavala
- Ernesto O'Farrill Santoscoy
- Enrique Quintana
- Javier Risco
- Raymundo Riva Palacio
- Jonathan Ruiz Torre
- Alejo Sánchez Cano
- Macario Schettino
- Luis Carlos Ugalde

#### Articulistas
- Fernando Curiel
- Alberto Muñoz
- Salvador Nava Gomar

## Excolaboradores
- Carlos Mota Mendoza
- José Luis Camacho Acevedo
- Darío Celis Estrada. El 30 de mayo de 2023 agradeció y se despidió del presidente Manuel Arroyo Rodríguez y del director editorial Enrique Quintana, y al día siguiente empezó su andadura en el diario El Heraldo de México, con su nueva columna "La Quinta Transformación".[16]
- Jorge Berry
- Martí Batres